# ASC Duisburg
A.S.C. Duisburg (njem. Amateur-Schwimm-Club Duisburg) je vaterpolski klub iz Duisburga, Sjeverna Rajna-Vestfalija, Njemačka. 

## O klubu
ACS Duisburg (njem. Amateur-Schwimm-Club Duisburg) je športsko društvo iz Duisburga osnovano 1909. godine, a najvažiji djelovi kluba su vaterpolski i plivački. Vaterpolisti ASC-a su tradicionalno među vodećim njemačkim klubovima. 
 
U sezoni Kupa prvaka za sezonu 1963./64. vaterpolisti su osvojili četvrto mjesto.

## Uspjesi
Prvenstvo Njemačke
- prvak: 2013.

Prvenstvo Zapadne Njemačke
- prvak: 1957., 1963., 1965., 1967., 1968.

Kup Njemačke
- pobjednik:  2010., 2013.

Kup Zapadne Njemačke
- pobjednik: 1972., 1989.

## Momčadi
Postava u sezoni 2006./07.:
Tim - Ole Fischer, Tom Focke, Andreas Jürgens, Felix Grade, Marek Debski, 
Florian Müller, Tim. Focke, Benjamin Redder, Timo Purschke, Julian Real, 
Vlad Kapsa, Paul Sculer, Christopher Schäkermann. 
 
Trener: Uwe Sterzik 
U sezoni 2006./07. natječe se u LENA kupu. Natjecanje je okončao u 2. krugu, ostavši na nedostatnom za prolaz 3. mjestu na ljestvici skupine "H".

## Vanjske poveznice
- (njem.) ascd.de, stranica športskog društva